# Panhellenska spelen
Panhellenska spelen är det gemensamma namnet för fyra olika sporttävlingar (agones) som ägde rum i antikens Grekland.
De fyra tävlingarna var:
- Olympiska spelen, var den viktigaste och mest prestigefyllda tävlingen, den hölls vart fjärde år nära Elis, för att ära Zeus
- Pythiska spelen, hölls vart fjärde år nära Delfi, för att ära Apollon
- Nemeiska spelen, hölls vartannat år nära Nemea, också till ära av Zeus
- Isthmiska spelen, hölls vartannat år nära Korinth, för att ära Poseidon

Tävlingarna hölls under en period av fyra år kallad olympiad,
(en olympiad är en period av fyra år mellan två olympiska spel). Spelen i Olympia ägde rum år ett i perioden; de Nemeiska och Isthmiska spelen hölls båda år två, följda av Pythiska spelen år tre, och sedan kom de Nemeiska och Isthmiska spelen igen fjärde året. Sedan började det hela om igen med de Olympiska spelen. Spelen var upplagda på det här sättet för att idrottsmännen skulle kunna delta i alla tävlingarna.
Idrottsmännen kom från hela den grekiska världen inklusive kolonierna, från mindre Asien till Spanien. Kvinnor och ickegreker fick inte delta förutom vid väldigt speciella tillfällen, som Nero.
Huvudgrenarna i varje spel var stridsvagnskapplöpning, brottning, boxning, pankration, stadionlopp och andra löpgrenar och femkamp (som bestod av stadionlopp, längdhopp, brottning, diskuskastning och spjutkastning). Alla grenar utom stridsvagnskapplöpning, genomfördes utan kläder.
De första skrivna bevisen för att tävlingar förekommit i Olympia är från 776 f.Kr., även om spelen startade tidigare. De tre övriga spelen startade på 500-talet f.Kr.